# Peronospora oerteliana
Peronospora oerteliana je oomyceta náležící do čeledi vřetenatkovité (Peronosporaceae). Charakteristickým morfologickým rozdílem tohoto druhu je dobře diferencované oddělené rozvětvené sporangium. Peronospora oerteliana způsobuje onemocnění rostlin, konkrétně prvosenky jarní (Primula veris) či prvosenky bezlodyžné (Primula vulgaris) .

## Synonyma
Peronospora candida